# Supercopa de Rusia 2023
La Supercopa de Rusia 2023 (en ruso: Суперкубок России по футболу 2023) fue la 21.ª edición de la supercopa rusa desde su creación en 2003.
El partido fue disputado por los ganadores de las competiciones de la Liga Premier de Rusia y la Copa de Rusia de la temporada anterior. El partido se jugó entre Zenit de San Petersburgo, campeones de la Liga Premier de Rusia 2022-23, y CSKA Moscú, ganador de la Copa de Rusia 2022-23.
Zenit de San Petersburgo ganó su cuarto título consecutivo y el octavo en su historial de la Supercopa de Rusia al vencer al CSKA Moscú por 5-4 en los tiros desde el punto penal tras empatar 0-0 en el tiempo regular.

## Partido
| 15 de julio   | Zenit de San Petersburgo                                    | 0 – 0 (5 – 4 p.)           | CSKA Moscú                                                 | Kazán Arena, Kazán                                           |                                                              |
| 17:00 (UTC+3) |                                                             | Reporte                    |                                                            | Asistencia: 40 876 espectadores Árbitro(s): Serguéi Karasiov | Asistencia: 40 876 espectadores Árbitro(s): Serguéi Karasiov |
|               |                                                             | Tiros desde el punto penal |                                                            |                                                              |                                                              |
|               | - Malcom - Sutormín - Mostovói - Bakaev - Serguéiev - Renan |                            | - Chálov - Gaich - Nababkin - Zabolotny - Gajić - Yermakov |                                                              |                                                              |

### Ficha
| 41    | POR   | Mijaíl Kerzhakov    |     |
| 2     | DEF   | Dimitri Chistiakov  |     |
| 77    | DEF   | Robert Renan        |     |
| 3     | DEF   | Douglas Santos      |     |
| 15    | DEF   | Vyacheslav Karavaev | 89' |
| 37    | MED   | Du Queiroz          | 89' |
| 31    | MED   | Gustavo Mantuan     | 90' |
| 5     | MED   | Wilmar Barrios      |     |
| 11    | MED   | Claudinho           | 63' |
| 30    | DEL   | Mateo Cassierra     | 77' |
| 10    | DEL   | Malcom              |     |
| D. T. | D. T. | Serguéi Semak       |     |

| 35    | POR   | Ígor Akinféyev       |     |
| 27    | DEF   | Moisés               |     |
| 4     | DEF   | Willyan              |     |
| 78    | DEF   | Ígor Divéyev         | 46' |
| 22    | DEF   | Milan Gajić          |     |
| 88    | MED   | Víctor Méndez        | 90' |
| 19    | MED   | Baktiyar Zaynutdinov | 81' |
| 5     | MED   | Saša Zdjelar         | 81' |
| 6     | MED   | Maksim Mujin         | 73' |
| 91    | DEL   | Anton Zabolotny      |     |
| 9     | DEL   | Fiódor Chálov        |     |
| D. T. | D. T. | Vladímir Fedótov     |     |

| 17 | DEL | Andréi Mostovói  | 63' |
| 33 | DEL | Iván Serguéiev   | 77' |
| 19 | DEF | Alekséi Sutormín | 89' |
| 79 | MED | Dimitri Vasilíev | 89' |
| 7  | MED | Zelimkhan Bakaev | 90' |

| 14 | DEF | Kiril Nababkin      | 46' |
| 72 | MED | Nikita Yermakov     | 73' |
| 68 | DEF | Mijaíl Riadno       | 81' |
| 20 | MED | Konstantin Kuchayev | 81' |
| 38 | DEL | Adolfo Gaich        | 90' |

| 0 | – |  |

| Acierto de penal · Acierto de penal · Acierto de penal · Acierto de penal · Fallo de penal · Acierto de penal | Malcom Alekséi Sutormín Andréi Mostovói Zelimkhan Bakaev Iván Serguéiev Robert Renan | 1:0 2:1 3:2 4:3 4:4 5:4 |

| Acierto de penal · Acierto de penal · Acierto de penal · Acierto de penal · Fallo de penal · Fallo de penal | Fiódor Chálov Adolfo Gaich Kiril Nababkin Anton Zabolotny Milan Gajić Nikita Yermakov | 1:1 2:2 3:3 4:4 5:4 |

| 45+3' | Claudinho |

| 45+3' | Fiódor Chálov |

| Principal  | Serguéi Karasiov  |
| Asistentes | Ígor Demeshko     |
|            | Alekséi Lunev     |
| Cuarto     | Artiom Chistiákov |

| VAR            | Vitali Meshkov  |
| Asistentes VAR | Maksim Gavrilin |

| 41    | POR   | Mijaíl Kerzhakov    |     |
| 2     | DEF   | Dimitri Chistiakov  |     |
| 77    | DEF   | Robert Renan        |     |
| 3     | DEF   | Douglas Santos      |     |
| 15    | DEF   | Vyacheslav Karavaev | 89' |
| 37    | MED   | Du Queiroz          | 89' |
| 31    | MED   | Gustavo Mantuan     | 90' |
| 5     | MED   | Wilmar Barrios      |     |
| 11    | MED   | Claudinho           | 63' |
| 30    | DEL   | Mateo Cassierra     | 77' |
| 10    | DEL   | Malcom              |     |
| D. T. | D. T. | Serguéi Semak       |     |

| 35    | POR   | Ígor Akinféyev       |     |
| 27    | DEF   | Moisés               |     |
| 4     | DEF   | Willyan              |     |
| 78    | DEF   | Ígor Divéyev         | 46' |
| 22    | DEF   | Milan Gajić          |     |
| 88    | MED   | Víctor Méndez        | 90' |
| 19    | MED   | Baktiyar Zaynutdinov | 81' |
| 5     | MED   | Saša Zdjelar         | 81' |
| 6     | MED   | Maksim Mujin         | 73' |
| 91    | DEL   | Anton Zabolotny      |     |
| 9     | DEL   | Fiódor Chálov        |     |
| D. T. | D. T. | Vladímir Fedótov     |     |

| 17 | DEL | Andréi Mostovói  | 63' |
| 33 | DEL | Iván Serguéiev   | 77' |
| 19 | DEF | Alekséi Sutormín | 89' |
| 79 | MED | Dimitri Vasilíev | 89' |
| 7  | MED | Zelimkhan Bakaev | 90' |

| 14 | DEF | Kiril Nababkin      | 46' |
| 72 | MED | Nikita Yermakov     | 73' |
| 68 | DEF | Mijaíl Riadno       | 81' |
| 20 | MED | Konstantin Kuchayev | 81' |
| 38 | DEL | Adolfo Gaich        | 90' |

| 0 | – |  |

| Acierto de penal · Acierto de penal · Acierto de penal · Acierto de penal · Fallo de penal · Acierto de penal | Malcom Alekséi Sutormín Andréi Mostovói Zelimkhan Bakaev Iván Serguéiev Robert Renan | 1:0 2:1 3:2 4:3 4:4 5:4 |

| Acierto de penal · Acierto de penal · Acierto de penal · Acierto de penal · Fallo de penal · Fallo de penal | Fiódor Chálov Adolfo Gaich Kiril Nababkin Anton Zabolotny Milan Gajić Nikita Yermakov | 1:1 2:2 3:3 4:4 5:4 |

| 45+3' | Claudinho |

| 45+3' | Fiódor Chálov |

| Principal  | Serguéi Karasiov  |
| Asistentes | Ígor Demeshko     |
|            | Alekséi Lunev     |
| Cuarto     | Artiom Chistiákov |

| VAR            | Vitali Meshkov  |
| Asistentes VAR | Maksim Gavrilin |

| 41    | POR   | Mijaíl Kerzhakov    |     |
| 2     | DEF   | Dimitri Chistiakov  |     |
| 77    | DEF   | Robert Renan        |     |
| 3     | DEF   | Douglas Santos      |     |
| 15    | DEF   | Vyacheslav Karavaev | 89' |
| 37    | MED   | Du Queiroz          | 89' |
| 31    | MED   | Gustavo Mantuan     | 90' |
| 5     | MED   | Wilmar Barrios      |     |
| 11    | MED   | Claudinho           | 63' |
| 30    | DEL   | Mateo Cassierra     | 77' |
| 10    | DEL   | Malcom              |     |
| D. T. | D. T. | Serguéi Semak       |     |

| 35    | POR   | Ígor Akinféyev       |     |
| 27    | DEF   | Moisés               |     |
| 4     | DEF   | Willyan              |     |
| 78    | DEF   | Ígor Divéyev         | 46' |
| 22    | DEF   | Milan Gajić          |     |
| 88    | MED   | Víctor Méndez        | 90' |
| 19    | MED   | Baktiyar Zaynutdinov | 81' |
| 5     | MED   | Saša Zdjelar         | 81' |
| 6     | MED   | Maksim Mujin         | 73' |
| 91    | DEL   | Anton Zabolotny      |     |
| 9     | DEL   | Fiódor Chálov        |     |
| D. T. | D. T. | Vladímir Fedótov     |     |

| 17 | DEL | Andréi Mostovói  | 63' |
| 33 | DEL | Iván Serguéiev   | 77' |
| 19 | DEF | Alekséi Sutormín | 89' |
| 79 | MED | Dimitri Vasilíev | 89' |
| 7  | MED | Zelimkhan Bakaev | 90' |

| 14 | DEF | Kiril Nababkin      | 46' |
| 72 | MED | Nikita Yermakov     | 73' |
| 68 | DEF | Mijaíl Riadno       | 81' |
| 20 | MED | Konstantin Kuchayev | 81' |
| 38 | DEL | Adolfo Gaich        | 90' |

| 0 | – |  |

| Acierto de penal · Acierto de penal · Acierto de penal · Acierto de penal · Fallo de penal · Acierto de penal | Malcom Alekséi Sutormín Andréi Mostovói Zelimkhan Bakaev Iván Serguéiev Robert Renan | 1:0 2:1 3:2 4:3 4:4 5:4 |

| Acierto de penal · Acierto de penal · Acierto de penal · Acierto de penal · Fallo de penal · Fallo de penal | Fiódor Chálov Adolfo Gaich Kiril Nababkin Anton Zabolotny Milan Gajić Nikita Yermakov | 1:1 2:2 3:3 4:4 5:4 |

| 45+3' | Claudinho |

| 45+3' | Fiódor Chálov |

| Principal  | Serguéi Karasiov  |
| Asistentes | Ígor Demeshko     |
|            | Alekséi Lunev     |
| Cuarto     | Artiom Chistiákov |

| VAR            | Vitali Meshkov  |
| Asistentes VAR | Maksim Gavrilin |

| 41    | POR   | Mijaíl Kerzhakov    |     |
| 2     | DEF   | Dimitri Chistiakov  |     |
| 77    | DEF   | Robert Renan        |     |
| 3     | DEF   | Douglas Santos      |     |
| 15    | DEF   | Vyacheslav Karavaev | 89' |
| 37    | MED   | Du Queiroz          | 89' |
| 31    | MED   | Gustavo Mantuan     | 90' |
| 5     | MED   | Wilmar Barrios      |     |
| 11    | MED   | Claudinho           | 63' |
| 30    | DEL   | Mateo Cassierra     | 77' |
| 10    | DEL   | Malcom              |     |
| D. T. | D. T. | Serguéi Semak       |     |

| 35    | POR   | Ígor Akinféyev       |     |
| 27    | DEF   | Moisés               |     |
| 4     | DEF   | Willyan              |     |
| 78    | DEF   | Ígor Divéyev         | 46' |
| 22    | DEF   | Milan Gajić          |     |
| 88    | MED   | Víctor Méndez        | 90' |
| 19    | MED   | Baktiyar Zaynutdinov | 81' |
| 5     | MED   | Saša Zdjelar         | 81' |
| 6     | MED   | Maksim Mujin         | 73' |
| 91    | DEL   | Anton Zabolotny      |     |
| 9     | DEL   | Fiódor Chálov        |     |
| D. T. | D. T. | Vladímir Fedótov     |     |

| 17 | DEL | Andréi Mostovói  | 63' |
| 33 | DEL | Iván Serguéiev   | 77' |
| 19 | DEF | Alekséi Sutormín | 89' |
| 79 | MED | Dimitri Vasilíev | 89' |
| 7  | MED | Zelimkhan Bakaev | 90' |

| 14 | DEF | Kiril Nababkin      | 46' |
| 72 | MED | Nikita Yermakov     | 73' |
| 68 | DEF | Mijaíl Riadno       | 81' |
| 20 | MED | Konstantin Kuchayev | 81' |
| 38 | DEL | Adolfo Gaich        | 90' |

| 0 | – |  |

| Acierto de penal · Acierto de penal · Acierto de penal · Acierto de penal · Fallo de penal · Acierto de penal | Malcom Alekséi Sutormín Andréi Mostovói Zelimkhan Bakaev Iván Serguéiev Robert Renan | 1:0 2:1 3:2 4:3 4:4 5:4 |

| Acierto de penal · Acierto de penal · Acierto de penal · Acierto de penal · Fallo de penal · Fallo de penal | Fiódor Chálov Adolfo Gaich Kiril Nababkin Anton Zabolotny Milan Gajić Nikita Yermakov | 1:1 2:2 3:3 4:4 5:4 |

| 45+3' | Claudinho |

| 45+3' | Fiódor Chálov |

| Principal  | Serguéi Karasiov  |
| Asistentes | Ígor Demeshko     |
|            | Alekséi Lunev     |
| Cuarto     | Artiom Chistiákov |

| VAR            | Vitali Meshkov  |
| Asistentes VAR | Maksim Gavrilin |

|                                             |
| Bandera de Rusia                            |
| Campeón Zenit de San Petersburgo 8.º título |